# Боголепов, Михаил Александрович
Михаил Александрович Боголепов (29 июля [10 августа] 1875, Ялта, Таврическая губерния — 7 апреля 1933) — русский и советский географ, популяризатор науки; водевилист.

## Биография
Воспитывался в Москве, в Странноприимном доме графа Шереметева, и был усыновлён врачом этого приюта А. Г. Боголеповым (1882). Окончив 4-ю московскую гимназию (1896) и физико-математический факультет Императорского Московского университета (1901), преподавал географию в гимназии, затем в
народном университете А. Л. Шанявского (с 1917) и Московском университете (с 1919; с 1926 ― профессор). Вслед за книжкой научно-популярных очерков для детей «Первые шаги в природу» (1902) опубликовал (под псевдонимом М. Мибо) комедию положений «Музей резиновых фигур» (1905) и несколько водевилей, в том числе «Фотография» (1905), «Начальник опоздал» (1912), частично вошедших в его сборник «Миниатюры» (1914). В публицистических брошюрах выступал за равноправие женщин («Счастье супружеской жизни», 1908), против азартных игр («Шансы на выигрыш», 1908).
Разрабатывал «гуманитарный» метод в географии, используя для изучения климатических ритмов сведения из летописей, народных сказаний, исторических и литературных памятников («О колебаниях климата в Европейской России в историческую эпоху», 1908; «Возмущения климата и жизнь Земли и народов», 1923). Автор популярных работ по страноведению: «Китай и Япония» (1915), «Индия» (1916), «Соединенные Штаты» (1916), «Мусульманские страны» (1917) и др..